# Paul Tutmarc
Paul Tutmarc (Minneapolis, 29 maggio 1896 – Seattle, 25 settembre 1972) è stato un musicista statunitense. Cantante tenore ed insegnante di chitarra lap steel e ukulele, ha sviluppato una serie di varianti di strumenti musicali a corda, come contrabbassi amplificati elettricamente, basso elettrico e chitarre lap steel.

## Biografia

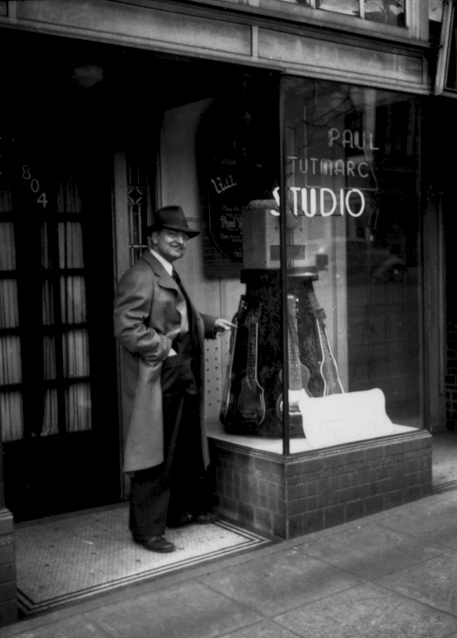
Paul Tutmarc fuori dal suo studio in Pine Street 804 a Seattle

Tutmarc cantava e suonava la chitarra e il banjo, e da adolescente suonava la steel guitar acustica in stile hawaiano. Lavorò con una compagnia itinerante di vaudeville. Poco più che ventenne, Tutmarc si trasferì a Seattle per lavorare nei cantieri navali della zona portuale. A metà degli anni '20, Tutmarc divenne noto per la sua voce da tenore e verso la fine degli anni '20, si esibì alla radio e in diversi teatri.
Nei primi anni '30, iniziò a insegnare chitarra e a sperimentare l'elettrificazione (e l'amplificazione) di vari strumenti, tra cui un pianoforte, una cetra e una chitarra in stile spagnolo, utilizzando un magnete avvolto in filo metallico come "pickup" che poteva essere amplificato tramite una radio modificata del marchio Atwater-Kent.
La Audiovox Manufacturing Co. di Tutmarc fu una delle prime aziende a produrre una chitarra lap steel elettrica, e Tutmarc stesso ne fu spesso il dimostratore e il promotore. Inventò un "bull-fiddle" elettrico verticale a corpo solido nel 1935, ma servì principalmente come strumento pubblicitario. Produsse chitarre lap steel con il suo pickup "a lama" e relativi amplificatori. Il suo vero motivo di fama fu lo sviluppo e la commercializzazione dell'Audiovox Model 736 Bass Fiddle a corpo solido e con tasti, del 1936, progettato per essere utilizzato in posizione orizzontale. Quello strumento, all'epoca rivoluzionario, è considerato il primo basso elettrico della storia, e uno che precedette di un decennio e mezzo il ben più famoso Fender Precision Bass. Tutmarc produsse anche un amplificatore per basso, l'Audiovox Model 936.
L'Experience Music Project and Science Fiction Museum and Hall of Fame di Seattle possiede un basso Audiovox 736 originale, ritrovato dallo storico Peter Blecha alla fine degli anni '90. Nel marzo 2018 un basso Audiovox 736 originale, uno dei quattro che si dice esistano ancora, è stato venduto all'asta per 23000 dollari.
Tutmarc continuò ad esibirsi fino alla fine degli anni '60 e continuò a insegnare fino alla sua morte per cancro, avvenuta il 25 settembre 1972.

## Vita privata
Tutmarc sposò la sua prima moglie Lorraine nel 1921; i loro due figli Jeanne e Paul Jnr. (noto come "Bud") nacquero rispettivamente nel 1922 e nel 1924. Nel 1944 Tutmarc sposò, e in seguito registrò con, la sua ex studentessa Bonnie Buckingham, nota come Bonnie Guitar (1923-2019). Insieme ebbero una figlia, Paula, (1950-2013). Bonnie e Paul si separarono nel 1955. Sia Bonnie che Paula perseguirono le loro carriere musicali; Paula con vari nomi d'arte tra cui Alexys, Iris Hill e Cookie Irene.
Bud Tutmarc ha seguito le orme del padre come musicista, suonando la steel guitar hawaiana e diventando produttore di strumenti musicali. Il basso Serenader di Bud Tutmarc deriva da un'invenzione del padre. Anche il pronipote di Paul Tutmarc, Shane Tutmarc, è musicista.